# Société d'exploration de l'Égypte

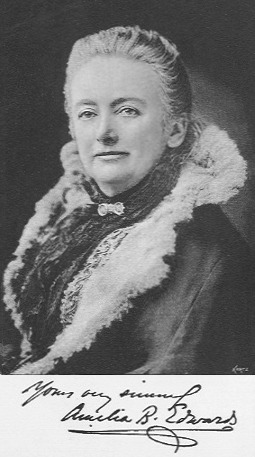
Amelia Edwards, cofondatrice de la Société d'exploration de l'Égypte

La Société d'exploration de l'Égypte (Egypt Exploration Society, EES), créée en 1882 par Amelia Edwards et Reginald Stuart Poole, mène plusieurs missions archéologiques en Égypte et au Soudan.

## Histoire
En 1876, Amelia Edwards publie le livre Thousand Miles up the Nile à la suite de sa découverte de la région du Nil. Devenu bestseller, ce livre est la première œuvre à sensibiliser l'opinion publique britannique sur le besoin de préserver le patrimoine de l'Égypte antique. En 1882, Amelia Edwards fonde avec Reginald Stuart Poole, conservateur du département Pièces et Médailles du British Museum, le Fonds d'exploration de l'Égypte (Egypt Exploration Fund, EEF) qui vise à explorer, documenter et préserver les sites archéologiques en Égypte et au Soudan.
Les premières expéditions sont réalisées dans le delta du Nil pour attirer les donations du clergé qui souhaite vérifier les liens biblicaux avec l'Égypte antique. Un des plus célèbres donateurs fut Sir Erasmus Wilson qui finança le transport de l'obélisque de Thoutmôsis III d'Alexandrie à Londres.
Petrie et Naville ont travaillé pour la société à Deir el-Bahari jusqu'en 1907. Entre 1893 et 1908, Grenfell et Hunt ont fouillé l'ancienne ville d'Oxyrhynque, trouvant des milliers de papyri.
Le Fond d'exploration de l'Égypte est rebaptisée Société d'exploration de l'Égypte (Egypt Exploration Society, EES) en 1914.
Howard Carter, qui découvre la tombe de Toutânkhamon en novembre 1922, est un employé de la Société d'exploration de l'Égypte.
En décembre 2018, la Société d'exploration de l'Égypte dément la rumeur que les manuscrits trouvés sur le site d'Oxyrhynque (où elle opère des fouilles et garde la propriété de la collection) sont des extraits de l'évangile selon Marc datant d'avant 300 ap. J.-C..

## Description
Les bureaux de l'EES sont situés à Londres, alors qu'un bureau secondaire fonctionne au Caire.
L'EES a fouillé un grand nombre d'emplacements archéologiques en Égypte, dont les sites de Deir el-Bahari, Amarna et Saqqarah. Les projets en cours sont localisés à Amarna et Qasr Ibrim (Nubie).

## Publications
Les résultats des travaux de la société sont entièrement édités en plusieurs séries de monographies et les rapports préliminaires apparaissent dans les publications annuelles - The Journal of Egyptian Archaeology (JEA) et Egyptiona Archaeology (le bulletin de l'EES).